# Euempheremyia elyowaldi
Euempheremyia elyowaldi är en tvåvingeart som beskrevs av Guimaraes 1963. Euempheremyia elyowaldi ingår i släktet Euempheremyia och familjen parasitflugor. Inga underarter finns listade i Catalogue of Life.